# La Corne
Pour les articles homonymes, voir Corne.
La Corne est une municipalité du Québec située dans la MRC d'Abitibi en Abitibi-Témiscamingue. Elle est située entre Amos et Val-d'Or.

## Histoire
- 2 août 1975 : Fondation de la municipalité de Lacorne.
- 1978 : La municipalité de Lacorne devient la municipalité de La Corne.
- En août 2003, la municipalité de La Corne et La Corne en Santé lancent la première édition du concours Magie de châteaux de sable.

## Démographie
| 1991 | 1996 | 2001 | 2006 | 2011 | 2016 |
| ---- | ---- | ---- | ---- | ---- | ---- |
| 616  | 621  | 629  | 682  | 700  | 778  |

- Superficie : 331,54 km²
- Gentilé : Lacornois, lacornoise

## Administration
Les élections municipales se font en bloc pour le maire et les six conseillers.
| La Corne Maires depuis 2001                                                                                          |                 |                 |          |
| Élection | Maire           | Qualité         | Résultat |
| 2001 | Yvon Vigneault  |                 | Voir     |
| 2005 | Michel Lévesque |                 | Voir     |
| 2009 | Michel Lévesque | Voir            |          |
| 2013 | Éric Comeau     |                 | Voir     |
| 2017 | Éric Comeau     | Voir            |          |
| 2021 | Michel Lévesque |                 | Voir     |
| fév. 2023 | André Gélinas   | Maire suppléant | Voir     |
| mai 2023 | Éric Comeau     |                 | Voir     |
| Élection partielle en italique Depuis 2005, les élections sont simultanées dans toutes les municipalités québécoises |                 |                 |          |